# Baby Geniuses
Baby Geniuses és una pel·lícula d'acció dirigida en 1999 pel director Bob Clark.
Aquesta pel·lícula va ser reeixida des del punt de vista econòmic, ja que va generar prop de 27 milions de dòlars dels EUA davant els 13 milions de pressupost. El 3 de setembre del 2006, la pel·lícula va ser classificada amb el número 29 en la Internet Movie Database, en la seva llista de les 100 pitjors pel·lícules.
Entre els efectes especials usats a la pel·lícula hi havia CGI, emprats per sobreimpressionar digitalment el moviment dels llavis de bebè, de forma similar als usats a la pel·lícula Clutch Cargo.

## Argument
Dos científics, protagonitzats per Kathleen Turner i Christopher Lloyd, usen bebès genis per estudiar-los, amb fons de la companyia per a productes de bebès Babyco.

## Repartiment
- Kathleen Turner: Dr. Elena Kinder
- Christopher Lloyd: Dr. Heep
- Peter MacNicol: Dan
- Kim Cattrall: Robin
- Dom DeLuise: Lenny
- Ruby Dee: Margo
- Kyle Howard: Dickie
- Gabrielle and Megan Robbins: Carrie
- Leo, Gerry i Myles Fitzgerald: Sly/Whit

## Rebuda
Baby Geniuses va rebre ressenyes negatives de manera aclaparadora al lloc Rotten Tomatoes, i només un 2% de crítics donaven una crítica positiva a la pel·lícula.
Va ser classificada pel crític Roger Ebert com una de les seves pel·lícules més odiades la va definir com la seva pitjor pel·lícula de 1999, tot i que li va donar un 1.5/4, que no és la nota més baixa d'aquest crític.